# Difracció de Fraunhofer

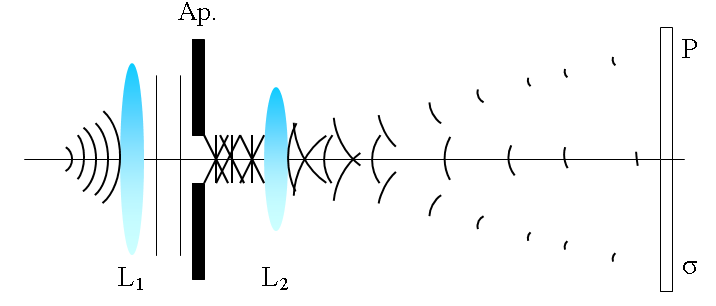
Una forma pràctica d'assolir la difracció de Fraunhofer en condicions de laboratori és utilitzant lents convergents i divergents per a assolir el camp llunyà i les ones planes.

La difracció de Fraunhofer o també difracció del camp llunyà és un patró de difracció d'una ona electromagnètica la font de la qual (igual que la pantalla) es troben infinitament allunyades de l'obstacle, pel que sobre aquest i sobre la pantalla incidiran ones planes.
La difracció de Fraunhofer és, d'aquesta manera, un cas particular de la difracció de Fresnel, i que també resulta més senzill d'analitzar.
Aquest tipus de fenomen és observat a distàncies més llunyanes que les del camp proper de la difracció de Fresnel i es dona solament quan el nombre de Fresnel és {\displaystyle F\ll 1} i es pot realitzar l'aproximació de raigs paral·lels.